# رضية محمد عبدالله
رضية محمد راوح عبدالله سياسية يمنية. هي وزيرة حقوق الإنسان في حكومة الإنقاذ الوطني برئاسة عبد العزيز بن حبتور التابعة للمجلس السياسي الأعلى في سلطة صنعاء منذ 10 نوفمبر 2018.